# Bệnh viện Hoa Đông
Bệnh viện Hoa Đông (tiếng Trung: 华东医院) được thành lập vào năm 1921 với tên gọi Bệnh viện Quốc gia, là một bệnh viện giảng dạy ở Thượng Hải, Trung Quốc, trực thuộc Đại học Y khoa Thượng Hải thuộc Đại học Phục Đán. Tòa nhà chính được thiết kế bởi László Hudec, là một Tòa nhà Di sản Thành phố của Thượng Hải.

## Tổng quan
Bệnh viện Hoa Đông là một bệnh viện giảng dạy của Đại học Y khoa Thượng Hải thuộc Đại học Phục Đán. Tính đến năm 2017, bệnh viện có 1.283 giường bệnh và 2.113 nhân viên, trong đó có 258 giáo sư và phó giáo sư. Mặc dù mở cửa cho công chúng, nhưng bệnh viện chủ yếu phục vụ các quan chức cấp cao, giới tinh hoa xã hội và khoa học, các nhà ngoại giao và du khách nước ngoài, với chuyên môn về chăm sóc lão khoa.